# Pelasgové

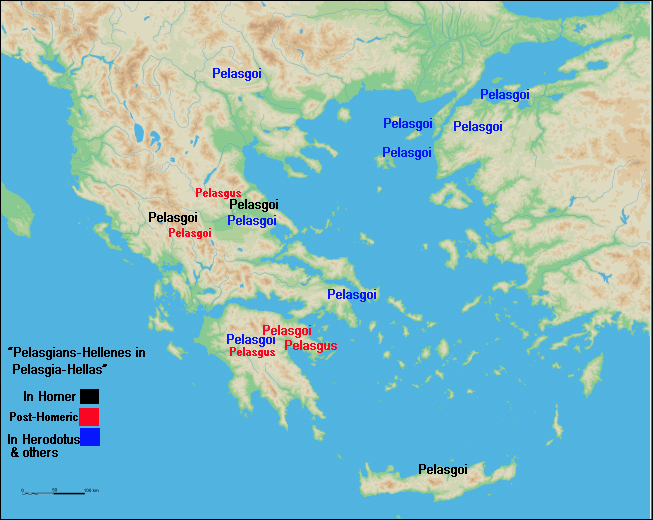
Geografické určení Pelasgů v různých starořeckých zdrojích

Pelasgové, starořecky Πελασγοί Pelasgoi, byli v řecké mytologii a dějepisectví obyvatelé Řecka před příchodem Hellénů, tedy vlastních Řeků. Zmiňuje se o nich například Homér, Hérodotos a Thúkydidés, podle kterých měli obývat území jako Thrákie, Argos, Kréta a Chalkidiki. Mezi další předhelénské obyvatelstvo zmiňované v dobových zdrojích patří Lelegové.
Řekové jméno Pelasgů odvozovali od mytického krále Argolidy Pelasga, syna Palaichthona a vnuka Gaie, bohyně země. Jeho nástupcem a zakladatel města Argos se stal libyjský král Danaos, od kterého odvozovali své jméno Danaové, tedy Řekové. Toto podání snad naráží na nahrazení Pelasgů Řeky.
Existenci populací, se kterými se předkové historických Řeků na řeckém území setkali, naznačuje i lingvistika. Jazyk, kterým bylo zapisováno lineární písmo B, těžko mohl být řečtinou a místní jména jako Korinth, Knóssos, Mykény nebo Olymp nemají řecký charakter. Obecně pak velká část řecké slovní zásoby, podle některých názorů i přes padesát procent, nepochází z řeckého prajazyka, ale jazyka odlišného, tedy předřeckého jazykového substrátu. Tento odlišný jazyk bývá badateli často nazýván pelasgický, ale není jasné, zda šlo o jazyk neindoevropský, nebo o jazyk náležející nějaké jinak neznámé větvi indoevropských jazyků.